# Arbatel de magia veterum
Magijski Arbatel (lat. Arbatel de magia veterum) je magijski priručnik tiskan u Baselu 1575. godine. Ovo djelo spominje dr. John Dee u svojoj knjizi Mysteriorum Libri.
Knjiga je prvi put tiskana 1575. u gradu Baselu u Švicarskoj. Autor teksta je nepoznat, no pretpostavlja se da bi mogao biti podrijetlom iz Italije, jer je sadržaj pod utjecajem kršćanske, a ne židovske tradicije. Vjeruje se da je posljednji redaktor djela bio švicarski liječnik Theodor Zwinger. Najčešće citirana knjiga u Arbatelu je Biblija. Engleski prijevod knjige izdao je Robert Turner 1655. godine kao dodatak Četvrte knjige Okultne filozofije pripisane njemačkom okultistu Heinrichu Corneliusu Agrippi.
Knjiga se prvotno sastojala od devet svezaka, od kojih je sačuvan samo jedan koji se bavi temeljnim zakonima magije. Fokus knjige je na prirodi prirodnog odnosa između čovječanstva i nebeske hijerarhije. U knjizi se detaljno spominju olimpijski duhovi koji lutaju zrakom i među zvijezdama te upravljaju svijetom. Opisuje se stodevedeset i šest olimpijskih područja kojima upravlja sedam glavnih duhova (Aratron, Betor, Faleg, Oh, Hagit, Ofiel i Ful). Svaki od duhova je u analogiji s jednim od sedam astroloških planeta i moguće ih je zazivati pomoću sigila i rituala.
U Arbatelu se navodi kako izvori okultne mudrosti izviru iz Boga, duhovne esencije i prirode, ali mogu i od zlih duhova iz pakla i od elementarnih duhova. U prošlosti se, unutar okultističkih krugova, vjerovalo da je Arbatel jedan od najboljih autoriteta po pitanju duhovnih esencija i njihovih moći te stupnjeva.